# Pascasio Sola
Pascasio Gilberto Sola (8 de noviembre de 1928; Buenos Aires, Argentina - 27 de noviembre de 2002; Sevilla, España) fue un exfutbolista argentino que se desempeñaba como centrocampista.

## Clubes
| Club          | País      | Año         |
| ------------- | --------- | ----------- |
| Talleres (RE) | Argentina | 1947 - 1949 |
| River Plate   | Argentina | 1951 - 1952 |
| Huracán       | Argentina | 1952        |
| River Plate   | Argentina | 1953 - 1958 |

## Palmarés

### Campeonatos nacionales
| Título                        | Club        | País      | Año  |
| ----------------------------- | ----------- | --------- | ---- |
| Primera División de Argentina | River Plate | Argentina | 1953 |
| Primera División de Argentina | River Plate | Argentina | 1955 |
| Primera División de Argentina | River Plate | Argentina | 1956 |
| Primera División de Argentina | River Plate | Argentina | 1957 |